# Basil Liddell Hart
Basil Liddell Hart, född 31 oktober 1895, död 29 januari 1970, var en brittisk officer och skribent i militärstrategiska ämnen samt i militärhistoria. 
Hart publicerade ett stort antal böcker och artiklar i strategiska frågor. Han deltog själv i första världskriget. Efter andra världskriget intervjuade han ett antal tyska generaler om deras erfarenheter från krigets olika skeenden.